# Carla Beurskens

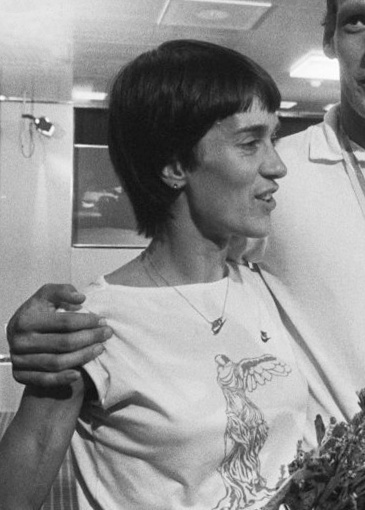
Carla Beurskens, 1982

Carla Beurskens (eigentlich Carolina Alwina Hubertina Beurskens; * 15. Februar 1952 in Tegelen) ist eine ehemalige niederländische Langstreckenläuferin.
Auf der Bahn stellte sie drei niederländische Rekorde im 5000- (zuletzt 27. Juni 1985 in Oslo mit 15:46,20) und drei im 10.000-Meter-Lauf auf (zuletzt 32:28,28 am 27. Juli 1985 in Oslo). Sechsmal wurde sie niederländische Meisterin im Crosslauf.
Ihre eigentliche Stärke lag jedoch im Straßenlauf und so stellte sie hier drei Landesrekorde über 10 km (zuletzt 1987 mit 32:34), zwei über 15 km (zuletzt 1986 mit 48:36, immer noch gültig), drei im Halbmarathon (zuletzt 1990 mit 1:10:04, immer noch gültig), einen aktuell gültigen mit 1:27:10 bei den 25 km von Berlin 1989 und viermal im Marathon auf. Ihre Bestzeit von 2:26:34, erzielt als Zweite des Tokyo International Women’s Marathon 1987, wurde erst 2003 von Lornah Kiplagat beim New-York-City-Marathon übertroffen.
1981 gewann sie ihren ersten Marathon bei der niederländischen Meisterschaft in Kijkduin. 1984 und 1990 siegte sie beim Rotterdam-Marathon und wurde 1994 und 1995 Dritte. 1985 gewann sie den Frankfurt-Marathon und 1987 den Nagoya-Marathon. Außerdem siegte sie 1985 beim Greifenseelauf und 1990 beim Grand Prix von Bern.
Achtmal gewann sie von 1985 bis 1994 den Honolulu-Marathon. Außer Grete Waitz mit ihren neun Siegen beim New-York-City-Marathon hat keine andere Läuferin bei einem der großen Stadtmarathons derart dominiert.
Ebenfalls weit vorne landete sie beim Osaka Women’s Marathon (zweiter Platz 1982 und 1985), beim Paris-Marathon (Zweite 1984), beim Chicago-Marathon (Vierte 1985 und Zweite 1989), beim Boston-Marathon (Zweite 1986), beim Berlin-Marathon (Dritte 1990) und beim Amsterdam-Marathon (Zweite 1993).
1997 gewann sie beim Enschede-Marathon mit 45 Jahren in 2:37:20 ihren letzten Marathon.